# Mil Mi-12
Le Mil Mi-12 (désignation d'origine V-12, code OTAN Homer) de la société russe Mil est le plus gros hélicoptère jamais construit.
Ses deux rotors contrarotatifs sont disposés à l'extrémité de poutres latérales, ce qui permet de faire l’économie d'un rotor de queue. Sa motorisation (deux fois deux moteurs à turbine) a été reprise du Mil Mi-6, qui avec un seul rotor de ce type était déjà l’un des plus gros hélicoptères de transport au monde. Il avait effectué son premier vol le 10 juillet 1968.

## Historique

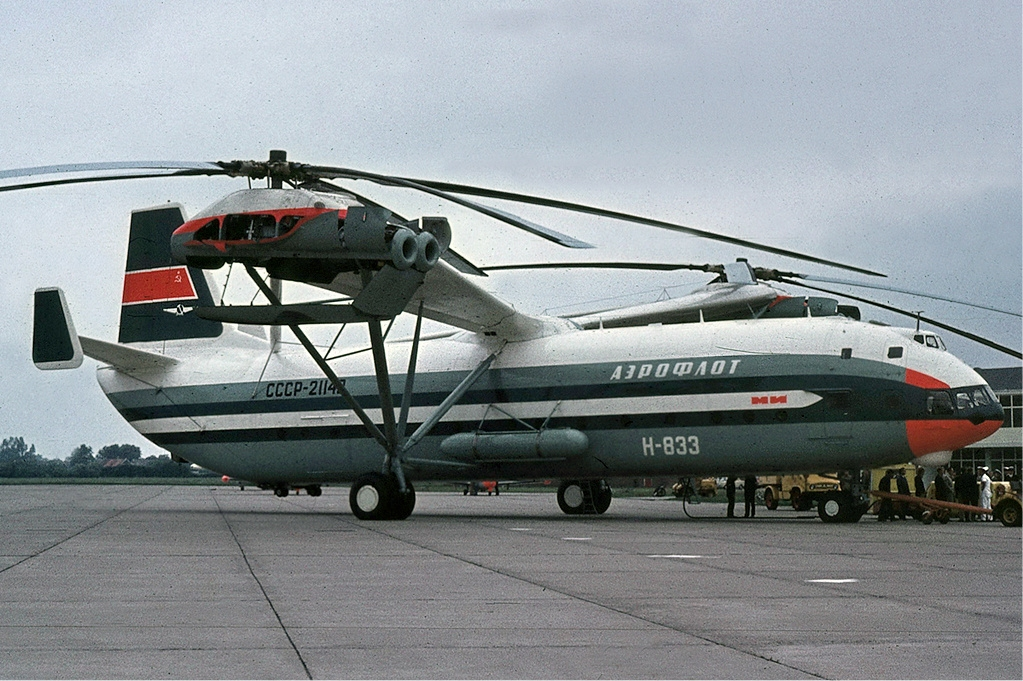
Un Mi-12 le 24 mai 1971 en escale sur l'aéroport de Groningue-Eelde aux Pays-Bas alors qu'il se dirige vers le salon aéronautique du Bourget.

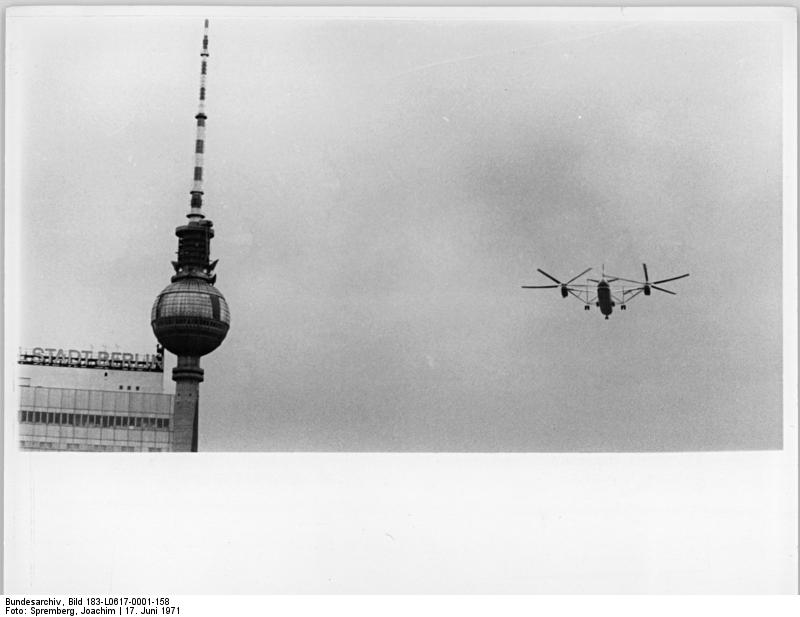
Un Mi-12 en vol à Berlin-Est en 1971.

La société Mil commença dès 1959 des études portant sur un hélicoptère de transport ultra-lourd sous la désignation de projet « V-12 » ou « izdélié 65 ». En 1961, le bureau d’études OKB reçut une commande officielle pour réaliser un prototype pouvant soulever une charge de 20 à 25 t. Celle-ci fut complétée plus tard par une directive du Conseil des ministres de l'URSS demandant que cet hélicoptère offrît un volume en soute comparable à celui de l’Antonov An-22. Ce volume était rendu nécessaire par l’exigence de transporter des missiles balistiques nucléaires intercontinentaux. 
Jusqu’alors, les fusées d’une masse totale de 20 tonnes (à vide) devaient être transportées par le rail. Cela facilitait leur repérage et la détection des points de stationnement par la reconnaissance aérienne adverse. Comme presque toutes les réalisations techniques de l’URSS à cette époque, le V-12 devait aussi satisfaire les exigences de grands chantiers et pouvoir être mis en œuvre pour l’exploration géologique. Il faut bien se représenter l’immensité de la Sibérie dépourvue de toute infrastructure pour comprendre l’intérêt stratégique d’un appareil pouvant transporter des charges importantes sur plus de 1 000 km sans nécessiter de piste ou de routes.
Les études durèrent jusqu’en 1965. Une maquette à grande échelle était requise pour tester les moteurs, les commandes de vol et la dynamique des rotors. Cette maquette qui ressemblait à un wagon de chemin-de-fer équipé de rotors et de moteurs fut construite en même temps qu’une autre destinée à la représentation du fuselage et de la soute. Ces maquettes furent présentées au donneur d’ordre en avril 1965. On procéda à cette occasion à des essais de chargement et de déchargement dans la maquette de la soute de 36 matériels militaires lourds. À la suite des résultats positifs de l'inspection et de l’évaluation, une commande fut passée en 1966 pour réaliser le premier prototype capable de voler. Au même moment, l’usine no 292 de Saratov commença l’industrialisation en vue de produire cinq premiers appareils de série.
À l’été 1967, le premier prototype était prêt et entamait ses essais en vol. Lors d’un vol d’essai, un atterrissage dur sur une seule roue eut lieu à Panki le 27 juin 1967 en présence de représentants de l’armée et d’autres spectateurs. Les dégâts se limitaient à un pneu crevé et une jante froissée. Cet événement fut monté en épingle dans la presse occidentale et présenté comme un écrasement. Il apparut plus tard que des modes propres et des phénomènes de résonance au niveau du poste de pilotage avaient provoqué des sollicitations intempestives induites par le pilote. Ce problème put cependant être éliminé relativement vite grâce à des dispositifs amortisseurs. La suite des essais se déroula sans encombre. 
Le premier prototype (n° CCCP-21142) fut remis au centre d’essais en vol sur la base de l’armée de l’air de Joukovski (en russe : Жуко́вский) en décembre 1968. 
Officiellement il n’y eut que deux prototypes. Des rapports non confirmés font cependant état de l'accident d’un prototype en 1969, ce qui laisse penser qu’il y en avait un troisième. 
Le Mi-12 ne fut pas produit en série. Le programme fut abandonné en 1974. Les travaux sur le Mi-12M hélicoptère de transport « super-ultra-lourd » équipé de moteurs encore plus puissants et de deux rotors à 6 pales furent arrêtés avant la fin de la construction du prototype. D’un point de vue militaire, la mission dévolue à cet hélicoptère était déjà devenue caduque. La construction des missiles intercontinentaux en silos fut abandonnée. Les forces armées soviétiques possédaient déjà depuis 1969 des fusées intercontinentales beaucoup plus légères de type R-29 et dès le début de l’année 1975 de fusées à moyenne portée de type RS-16 (en) (SS-17) lancées à partir de rampes de tracteurs-érecteurs-lanceurs tout terrain), de navires de surface ou de sous-marins. Une grande partie de l’expérience acquise dans le cadre de l’étude du Mi-12 a pu être appliquée pour le développement du Mil Mi-26 qui avait commencé au début des années 1970.

## Description technique

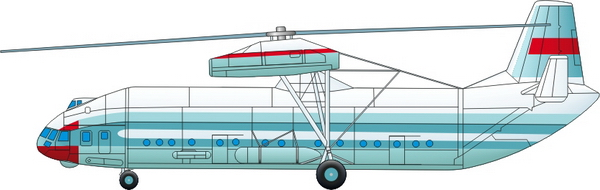
Vue de profil gauche.

Il est aussi long qu'un A320 et son envergure est comparable à celle d'un A350.
Les moteurs, la boîte de transmission et les pales du rotor avaient été reprises du Mil Mi-6. Chaque moteur Soloviev D-25 actionnait un rotor au travers de sa propre boîte de transmission. Le diamètre rotor plus important résultait de l’allongement du pied de pale. C’est le seul hélicoptère à deux rotors principaux contrarotatifs latéraux jamais construit par Mil. 
Les concepteurs voulaient au départ disposer les rotors l’un derrière l’autre sur l’axe longitudinal de l’hélicoptère (comme sur le Vertol H-21 de Frank Piasecki). En cas d’écoulement défavorable du flux d’air, les moteurs arrière risquaient cependant d’ingérer les gaz d’échappement des moteurs avant. Ceux-ci auraient provoqué une perte de puissance brutale au niveau des moteurs arrière et constitué par conséquent un grave danger pour la sécurité du vol. Cette approche fut donc abandonnée au bénéfice d’une disposition latérale (analogue au Focke-Wulf Fw 61). L’emplacement des moteurs dans des nacelles latérales à l’extrémité des ailettes assure un accès aisé pour la maintenance. À cet effet, le Mi-12 possède une trappe située au-dessus du poste de pilotage donnant accès au dos du fuselage et à l’extrados des ailettes. Il existe même un garde-fou amovible pouvant être mis en place le long des zones de marche sur les ailettes. Le lot de bord inclut également les plates-formes suspendues permettant la maintenance au niveau des nacelles moteurs. 
Malgré les dimensions déjà impressionnantes de l’appareil, les deux disques rotor se superposent (voir rotors engrenants) sur une zone d'environ 3 mètres de profondeur. Les deux rotors contrarotatifs sont synchronisés au moyen d’un arbre de transmission central commun qui sert également à la compensation des efforts. La cassure géométrique des ailettes a nécessité la conception d’une boîte de transmission intermédiaire supplémentaire à l’intérieur du fuselage. L’arbre de transmission central garantit la pilotabilité du Mi-12 même en cas de panne double de deux moteurs sur un même côté. Les gouvernes et la commande de pas des pales sont actionnées par trois circuits hydrauliques redondants, chacun étant composé d’un système principal et d’un système de secours. Le Mi-12 bénéficiait aussi des avancées technologiques les plus modernes de l’époque : il était équipé d’un radar météorologique et d'un pilote automatique, chose rare sur un hélicoptère à l'époque.

## Records, vols de démonstration, stationnement définitif
Le Mi-12 a permis de battre plusieurs records. Dès le 22 février 1969, le Mi-12 emporta une charge record de 31 030 kg à 2 951 m d’altitude et le 6 août 1969, 44 205 kg à 2 255 m par le meilleur pilote d'essai de Mil le Major Vasily Kolochenko. D’un point de vue théorique et pratique, le Mi-12 était en fait capable de transporter des charges beaucoup plus lourdes à faible altitude du simple fait de la plus forte densité de l’air. Un décollage roulé sur piste permettait en outre de profiter de la portance créée par les ailettes. De tels essais ont eu lieu de toute évidence. On ne sait cependant rien sur les valeurs limites obtenues.
Les vols de démonstration effectués à Copenhague, Groningue et au Bourget ont été réalisés par l’appareil immatriculé CCCP-21142 / H-833. Il s’agissait en l’occurrence du premier des deux prototypes, exposé aujourd’hui sur le terrain de l’usine Mil à Lioubertsy-Panki près de Moscou. 55° 40′ 02″ N, 37° 55′ 55″ E
Un autre Mi-12 est exposé au musée central des forces aériennes de la fédération de Russie de Monino (env. 50 km à l’est de Moscou). Il s’agit vraisemblablement du deuxième prototype (voir photos). 
Cet appareil ne porte malheureusement pas de n° d’immatriculation. Un tableau indique comme année de fabrication l’année 1967.